# Граф Росслин
Граф Росслин (англ. Earl of Rosslyn) — наследственный титул в системе Пэрства Соединённого королевства. Он был создан 21 апреля 1801 года для Александра Уэддерберна, 1-го барона Лафборо (1733—1805), лорда-канцлера в 1793—1801 годах. Александр Уэддерберн уже получил титулы барона Лафборо из Лафборо в графстве Лестер (Пэрство Великобритании) в 1780 году и барона Лафборо из Лафборо в графстве Суррей (Пэрство Великобритании) в 1795 году.
В 1805 году после смерти Александра Уэддерберна, 1-го графа Росслина, титул барона Лафборо (создан в 1780) прервался, а титулы графа Росслина и барона Лафборо (креация 1795) унаследовал его племянник, Джеймс Сент-Клер Эрскин, 2-й граф Росслин (1762—1837). Он был сыном генерал-лейтенанта сэра Генри Эрскина, 5-го баронета (1710—1765), и Джанет, дочери Питера Уэддерберна и сестре 1-го графа Росслина. 2-й граф Росслин имел чин генерал-лейтенанта британской армии, а также занимал должности лорда-хранителя Малой печати (1829—1830), лорда-председателя Совета (1834—1835) и лорда-лейтенанта Файфа (1828—1837).
Его сын, Джеймс Александр Сент-Клер Эрскин, 3-й граф Росслин (1802—1866), имел чин генерала армии и занимал должности мастера Buckhounds (1841—1846, 1822) и заместителя военного министра (1859). Его сменил его сын, Роберт Фрэнсис Сент-Клер Эрскин, 4-й граф Росслин (1833—1890). Он служил капитаном почётного корпуса джентльменов (1886—1890) в правительстве лорда Солсбери и являлся великим магистром Великой ложи Шотландии (1870—1873).
По состоянию на 2024 год, обладателем графского титула являлся его потомок, Питер Сент-Клер Эрскин, 7-й граф Росслин (род. 1958), который наследовал своему отцу в 1977 году. Он является офицером Службы столичной полиции. Лорд Росслин также является одним из 90 избранных наследственных пэров, которые сохранили свои места в Палате лордов после принятия акта о пэрах 1999 года.
Титул  баронета Эрскина из Алвы в графстве Клакманнан был создан в 1666 году для Чарльза Эрскина (1643—1690) в системе Баронетства Новой Шотландии. Он представлял в шотландском парламенте Клакманнан и Стирлинг. Его старший сын, Джеймс Эрскин, 2-й баронет (1670—1693), был убит в битве при Ландене в 1693 году. Ему наследовал его младший брат, Джон Эрскин, 3-й баронет (1672—1739). Он был одним из избранных шотландских пэров-представителей в 1-м парламенте Великобритании, позднее представлял Клакманнаншир в Палате общин. Его старший сын, сэр Генри Эрскин, 4-й баронет (ум. 1747), был убит в битве при Лауфельде. Его младший брат и преемник, сэр Генри Эрскин, 5-й баронет (1710—1765), имел чин генерал-лейтенанта британской армии и заседал в Палате общин от Эра (1749—1754) и Анструтера (1754—1765). Генри Эрскин женился на Джанет, дочери Питера Уэддерберна и сестре Александра Уэддерберна, 1-го графа Росслина. Ему наследовал его сын, вышеупомянутый Джеймс Сент-Клер Эрскин, 6-й баронет (1762—1837), который в 1805 году унаследовал титулы графа Росслина и барона Лафборо.
Родовое гнездо — Замок Рослин в Мидлотиане (Шотландия). Графу Росслина также принадлежит Рослинская капелла.

## Баронеты Эрскин из Алвы (1666)
- 1666—1690: Сэр Чарльз Эрскин, 1-й баронет (4 июля 1643 — 4 июня 1690), сын сэра Чарльза Эрскина из Алвы (ум. 1663)
- 1690—1693: Сэр Джеймс Эрскин, 2-й баронет (ок. 1670—1693), старший сын предыдущего
- 1693—1739: Сэр Джон Эрскин, 3-й баронет (1672—1739), второй сын 1-го баронета
- 1739—1747: Сэр Чарльз Эрскин, 4-й баронет (ум. 1747), старший сын предыдущего
- 1747—1765: Сэр Генри Эрскин, 5-й баронет (ок. 1710 — 7 августа 1765), младший брат предыдущего
- 1765—1837: Сэр Джеймс Сент-Клер Эрскин, 6-й баронет (1762 — 18 января 1837), старший сын предыдущего, граф Росслин с 1805 года.

## Графы Росслин (1801)
- 1801—1805: Александр Уэддерберн, 1-й граф Росслин (3 февраля 1733 — 2 января 1805), старший сын Питера Уэддерберна, лорда Честерхолла (ум. 1756)
- 1805—1837: Джеймс Сент-Клер Эрскин, 2-й граф Росслин (1762 — 18 января 1837), племянник предыдущего
- 1837—1866: Джеймс Сент-Клер Эрскин, 3-й граф Росслин (15 февраля 1802 — 16 июня 1866), сын предыдущего
- 1866—1890: Роберт Сент-Клер Эрскин, 4-й граф Росслин (2 марта 1833 — 6 сентября 1890), сын предыдущего
- 1890—1939: Джеймс Сент-Клер Эрскин, 5-й граф Росслин (16 марта 1869 — 10 августа 1939), старший сын предыдущего
- 1939—1977: Энтони Сент-Клер Эрскин, 6-й граф Росслин (18 мая 1917 — 22 ноября 1977), единственный сын Джеймса Фрэнсиса Гарри Сент-Клера Эрскина, лорда Лафборо (1892—1929) и внук предыдущего
- 1977 — настоящее время: Питер Сент-Клер Эрскин, 7-й граф Росслин (род. 31 марта 1958), единственный сын предыдущего
  - Наследник: Джейми Уильям Сент-Клер Эрскин, лорд Лафборо (род. 28 мая 1986), старший сын предыдущего.